# Live in L.A. (Death & Raw)
Live in L.A. (Death & Raw) – album koncertowy grupy Death. Został nagrany 5 grudnia 1998 w Los Angeles (zgodnie z tytułem albumu) i wydany 16 października 2001 przez Nuclear Blast. Album został pierwotnie wydany w celu zebrania pieniędzy na operację Chucka Schuldinera.

## Twórcy
- Chuck Schuldiner – gitara elektryczna, śpiew
- Shannon Hamm – gitara elektryczna
- Scott Clendenin – gitara basowa
- Richard Christy – perkusja

## Lista utworów
1. "Intro / The Philosopher" – 3:52
2. "Spirit Crusher" – 6:26
3. "Trapped in a Corner" – 4:25
4. "Scavenger of Human Sorrow" – 6:39
5. "Crystal Mountain" – 4:47
6. "Flesh and the Power It Holds" – 8:01
7. "Zero Tolerance" – 5:00
8. "Zombie Ritual" – 4:41
9. "Suicide Machine" – 4:14
10. "Together as One" – 4:11
11. "Empty Words" – 7:03
12. "Symbolic" – 6:16
13. "Pull the Plug" – 6:22